# Čečava
Čečava (cyr. Чечава) – wieś w Bośni i Hercegowinie, w Republice Serbskiej, w gminie Teslić. W 2013 roku liczyła 1581 mieszkańców.